# Inmigración en Canadá
La inmigración en Canadá es el proceso mediante el cual las personas emigran a Canadá para residir de forma temporal o permanente en el país. La mayoría de estas personas se convierten en ciudadanos canadienses una vez instalados de forma permanente. Después de 1947, la ley de inmigración nacional canadiense pasó por numerosos cambios importantes, sobre todo con la Ley de Inmigración de 1976, y la actual Ley de Inmigración y Refugiados de Canadá de 2002
En Canadá hay cuatro categorías de inmigrantes: inmigrantes con relación familiar (estrechamente relacionado con las personas canadienses que viven en Canadá), los inmigrantes económicos (los trabajadores calificados y gente de negocios), otros (personas aceptadas como inmigrantes por razones humanitarias o de compasión) y los refugiados (personas que escapan de situaciones de persecución, tortura o castigo cruel e inusual).
Actualmente Canadá es conocido como un país con una política de inmigración amplia que se refleja en la diversidad étnica de Canadá. Según el censo de 2001 por Statistics Canada, Canadá es un mosaico social compuesto de 34 grupos étnicos con al menos cien mil miembros cada uno, de los cuales 10 grupos tienen más de 1.000.000 de personas y muchos otros representados en cantidades más pequeñas. El 16,2% de la población pertenece a minorías visibles: entre estos los grupos más numerosos son el de Asia Meridional (4,0% de la población), chino (3,9%), negro (2,5%), y filipino (1,1%).
Un estudio sociológico llevado a cabo en 2014 concluyó que: «Australia y Canadá son los más receptivos a la inmigración entre las naciones occidentales».

## Historia

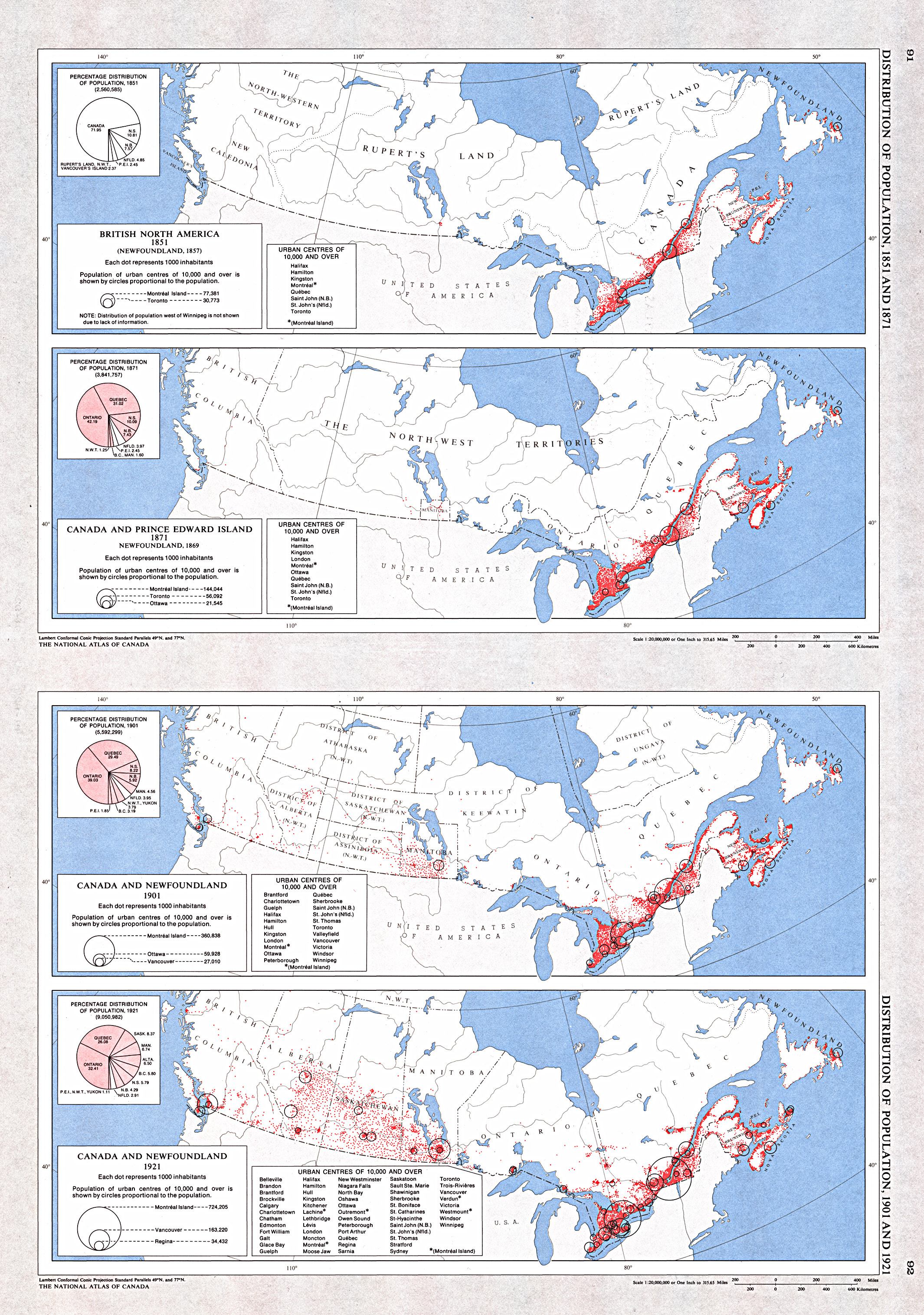
Una colección de cuatro mapas mostrando la distribución de la población canadiense hacia 1851 (Terranova 1857), 1871 (Terranova 1869), 1901 y 1921 por regiones históricas.

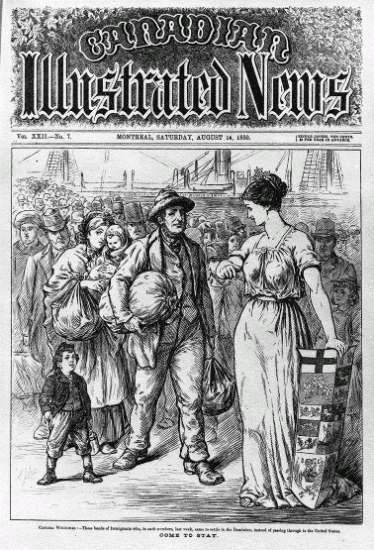
Come to Stay (Venir para quedarse) impreso en 1880 en el Canadian Illustrated News, el cual se refiere a la inmigración en el «Dominio»

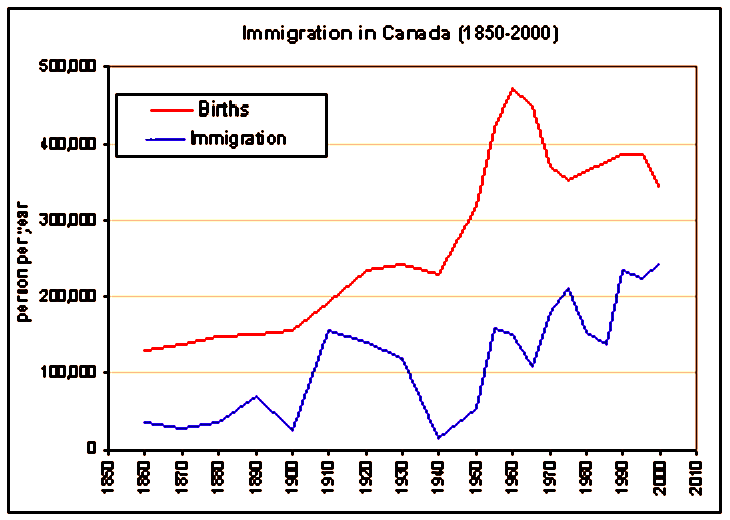
Inmigración y nacimientos en Canadá, desde 1850

Después del periodo inicial de colonización francesa y británica, cuatro grandes olas de inmigración y establecimiento de personas extranjeras se llevó a cabo durante casi dos siglos. La quinta ola se le considera al actual foco inmigratorio del siglo XXI.

### Primera ola
La primera ola de inmigración importante duró casi dos siglos, con el establecimiento lento pero progresivo de la colonia francesa en Quebec y Acadia además de un pequeño número de empresarios estadounidenses y europeos, y además de personal militar británico. Esta ola culminó con la afluencia de aproximadamente entre 46 y 50.000 británicos leales que huían de la Revolución Americana, principalmente de los estados del Atlántico, del sur de Ontario, los Cantones del Este de Quebec, Nuevo Brunswick y Nueva Escocia. Una segunda oleada de 30.000 estadounidenses se establecieron en Ontario entre finales del 1780 y 1812 con la promesa de recibir tierras. Los escoceses de las tierras altas se convirtieron también en colonos de Canadá durante este período.

### Segunda ola
La segunda ola ocurrió cuando gente de Gran Bretaña e Irlanda, que incluía soldados del ejército británico que sirvieron durante la guerra de 1812, fue animada por gobernadores franceses a establecerse en Canadá. Los gobernadores coloniales de Canadá, que estaban preocupados por otro intento de invasión estadounidense y contrarrestar la influencia francófona de Quebec, se apresuraron a promover el asentamiento en zonas rurales de nuevo a lo largo de las nuevas carreteras construidas en predios organizados, sobre todo en el Alto Canadá (actual Ontario). Con la segunda ola, la inmigración irlandesa en Canadá había ido en aumento y alcanzó su punto máximo cuando la Hambruna Irlandesa de la Papa se produjo desde 1846 hasta 1849, lo que provocó la llegada de cientos de miles de irlandeses que arribaron a las costas de Canadá, aunque una parte importante emigró a los Estados Unidos, en las décadas posteriores.
La Ley de Tierras de Dominio de 1872 copió el sistema estadounidense, ofreciendo la propiedad de 160 acres de tierra libre (a excepción de una pequeña cuota de inscripción) a cualquier hombre mayor de 18 años o a cualquier mujer que lidere un hogar. Ellos no tenían que ser ciudadanos, pero tenían que vivir en la parcela y mejorarla.
Asimismo, durante este período, Canadá se convirtió en un puerto de entrada para muchos europeos que buscaban poder entrar en los Estados Unidos. Las compañías de transporte canadienses anunciaron puertos canadienses como una forma libre de problemas para ingresar a los EE. UU. sobre todo cuando los estadounidenses comenzaron a prohibir la entrada a ciertos grupos étnicos. Los EE. UU. y Canadá mitigaron esta situación en 1894 con el Acuerdo de Canadá que permitió a los funcionarios de inmigración de Estados Unidos inspeccionar los buques de aterrizaje en los puertos canadienses para los inmigrantes excluidos de los EE. UU. De ser encontrados, las empresas de transporte eran responsables de enviar las personas de vuelta a su lugar de origen.
Clifford Sifton, el ministro del Interior, en Ottawa, 1896-1905, sostuvo que las tierras occidentales libres eran ideales para el cultivo de trigo y atraerían a un gran número de agricultores que trabajasen duro. Se quitaron los obstáculos que incluían el control de las tierras por parte de empresas u organizaciones que hicieron poco para alentar el establecimiento. Las Empresas Land, la compañía de la Bahía de Hudson, y todas las tierras escolares representaron grandes extensiones de excelente tierra. Los ferrocarriles mantienen cerradas extensiones aún mayores porque eran reacios a tomar el título legal de las tierras de número par que se debían, bloqueando así la venta de extensiones impares. Sifton rompió el atasco del registro legal, y estableció campañas de publicidad agresivas en los EE. UU. y Europa, con una serie de agentes de promoción del oeste canadiense. También negoció acuerdos con los grupos étnicos que querían grandes extensiones para el asentamiento homogéneo. Su objetivo era maximizar la inmigración proveniente de Gran Bretaña, el este de Canadá y los EE. UU.

### Tercera y cuarta ola
La tercera ola de inmigración procedente en su mayoría de Europa continental alcanzó su punto máximo antes de la Primera Guerra Mundial, entre 1911-1913 (más de 400.000 en 1912) y la cuarta ola también desde el mismo continente en 1957 (282.000), lo que hace de Canadá un país multiétnico, con poblaciones sustanciales de gente de otras culturas y lenguas que no sean la inglesa o francesa. Por ejemplo, los ucraniano-canadienses constituyen el principal grupo de población ucraniana fuera de Ucrania y Rusia. También se han producido períodos de baja inmigración, sobre todo durante la Primera Guerra Mundial y la Segunda Guerra Mundial, además de la Gran Depresión.

### Quinta ola
La inmigración desde los años 1970 ha estado compuesta abrumadoramente de Asia. Este factor fue influenciado en gran medida en 1967, cuando la Ley de Inmigración fue revisada, continuando ésta como política oficial del gobierno. Durante el gobierno de Brian Mulroney, se incrementaron los niveles de inmigración. A fines de 1980, la quinta ola de inmigración se ha mantenido con ligeras variaciones desde entonces (225.000 - 275.000 anuales). Actualmente, la mayoría de los inmigrantes provienen de Asia del Sur y la República Popular China, y se espera que esta tendencia continúe.

### Ciudadanía
La ciudadanía canadiense fue creada originalmente bajo la Ley de Inmigración de 1910, para designar a los súbditos británicos que estaban domiciliados en Canadá. El resto de los súbditos británicos requerían permiso para aterrizar. A condición jurídica distinta de «ciudadano canadiense» se ha creado bajo La Ley de Nacionales Canadienses de 1921, que se definió como un ciudadano canadiense como se definió anteriormente, a sus esposas, y los hijos (engendrados por dichos ciudadanos) que todavía no habían desembarcado en Canadá. Después de la aprobación del Estatuto de Westminster en 1931, la monarquía dejó de ser una institución exclusivamente británica. Debido a esto los canadienses, y otras personas que viven en los países en que se conocen como los reinos de la Mancomunidad, eran conocidos como súbditos de la Corona. Sin embargo, en los documentos legales el término «súbdito británico» se siguió utilizando.
Canadá fue el primer país de la Mancomunidad de Naciones en establecer su propia ley de nacionalidad en 1946, con la promulgación de la Ley de Ciudadanía de Canadá de 1946. Esta entró en vigor el 1 de enero de 1947. Con el fin de obtener la ciudadanía canadiense el 1 de enero de 1947, para esa fecha uno tenía que ser un ciudadano británico, un indígena o un inuit, o habiendo sido admitidos en Canadá como inmigrantes residentes antes de esa fecha. La frase «súbdito británico» se refiere en general a cualquier persona del Reino Unido, sus colonias en aquel momento, o de un país perteneciente a la Mancomunidad de Naciones. Adquisición y pérdida de la condición de súbdito británico antes de 1947 se determinó mediante legislación del Reino Unido (véase la historia de la ley de nacionalidad británica).
El 15 de febrero de 1977, Canadá eliminó las restricciones a la doble nacionalidad. Muchas de las disposiciones para adquirir o perder la ciudadanía canadiense que existían bajo la legislación de 1946 fueron derogadas. Los ciudadanos canadienses, en general, ya no están sujetos a la pérdida involuntaria de la ciudadanía, salvo la revocación por motivos de fraude de inmigración.
Statistics Canada ha tabulado el efecto de la inmigración sobre el crecimiento poblacional en Canadá desde 1851 hasta 2001.

## Proporción de la inmigración
En 2001, 250.640 personas emigraron a Canadá, en relación con una población total de 30.007.094 habitantes según el censo de 2001. Sobre una base compuesta, donde la tasa de inmigración representa el 8,7% de crecimiento de la población de más de 10 años, o el 23,1% más de 25 años (o 6,9 millones de personas). Desde 2001, la inmigración ha oscilado entre 221.352 y 262.236 inmigrantes por año. Las tres principales razones oficiales dadas por el alto nivel de inmigración son:

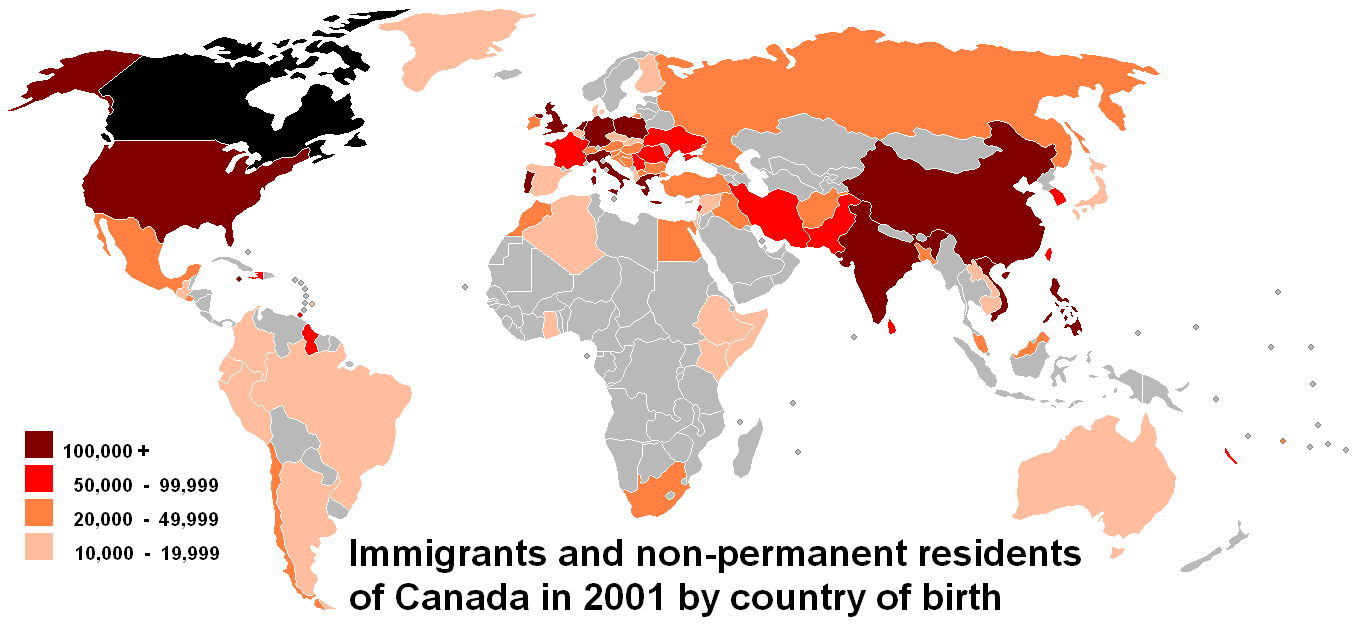
Lugares de procedencia de los inmigrantes en el año 2001.

1. El componente social – Canadá facilita la reunificación familiar.
2. El componente humanitario – En relación con los refugiados.
3. El componente económico – Atrayendo inmigrantes quienes contribuirán económicamente y saciarán las necesidades del mercado de trabajo.

El nivel de inmigración alcanzó su punto máximo en 1993, en el último año del gobierno conservador progresivo y se mantuvo por el Partido Liberal de Canadá. Ambiciosos objetivos de un 1% anual per cápita de tasa de inmigración se vieron obstaculizados por limitaciones financieras. Los liberales se comprometieron a elevar los niveles actuales de inmigración más que en 2005. Todos los partidos políticos ahora son cautelosos acerca de criticar el alto nivel de inmigración.
El crecimiento de la población inmigrante se concentra en o cerca de las grandes ciudades (especialmente Vancouver, Toronto y Montreal). Estas ciudades están experimentando crecientes demandas de servicios que acompañan a un fuerte crecimiento demográfico, provocando preocupación sobre la capacidad de la infraestructura en las ciudades para manejar la afluencia. Por ejemplo, un artículo publicado el 14 de julio de 2006 en Toronto Star escrito por Daniel Stoffman, observó que el 43% de los inmigrantes se trasladan a la zona metropolitana de Toronto y dijo que "a menos que Canadá reduzca el número de inmigrantes, nuestras grandes ciudades no serán capaces de mantener su infraestructura física y social". La mayoría de las provincias que no cuentan con una de esas ciudades de destino, han implementado estrategias para tratar de aumentar su cuota de inmigración.
De acuerdo al Ministerio de Ciudadanía e Inmigración de Canadá, en el marco del Acuerdo Canadá-Quebec de 1991, Quebec es el único responsable de la selección de la mayoría de los inmigrantes con destino a la provincia. Por supuesto, una vez que se les concede la ciudadanía, se pueden movilizar de provincia en provincia como los demás ciudadanos canadienses.

## Categorías de inmigración
Hay tres categorías principales de inmigrantes: clase económica (incluye trabajadores calificados e inmigrantes de negocios), clase familiar y refugiados.
Inmigrantes económicos. El Ministerio de Inmigración, Refugiados y Ciudadanía de Canadá utiliza varias subcategorías de inmigrantes económicos. Desde el año 2015, la inmigración de trabajadores calificados a nivel federal se realiza a través del sistema Express Entry en línea. Los candidatos pueden registrarse en el sistema y ganar puntos en función de factores personales como la edad, la educación, la experiencia laboral y el conocimiento de los idiomas de Canadá. Los candidatos que tienen más puntos serán seleccionados de acuerdo con el sistema de selección integral - CRS. Después de evaluación de todos los candidatos, sus perfiles se guardan en el sistema durante hasta 12 meses, pendiente de consideración. Después de recibir una invitación, los candidatos tienen 90 días para enviar un paquete de documentos completo para la residencia permanente en Canadá. El sistema Express Entry mantiene tres programas federales: Federal Skilled Workers (un programa para trabajadores extranjeros calificados), Canadian Experience Class (un programa para trabajadores extranjeros con experiencia laboral en Canadá) y Federal Skilled Trades (un programa para artesanos y representantes de varias profesiones técnicas). Además, Express Entry mantiene una parte de los flujos de programas provinciales unidos bajo la égida de Provincial Nominee Program y conectados con el sistema Express Entry. 
Inmigración de negocios. La inmigración de negocios a Canadá a nivel federal se realiza a través del programa Startup Visa, cuyo objetivo es atraer a emprendedores extranjeros de startup, así como programa para trabajadores de cultura autónomos y deportistas profesionales. Además, muchos programas provinciales tienen flujos para emprendedores. 
Clase familiar. En el ámbito del programa del gobierno, tanto los ciudadanos como los residentes permanentes pueden patrocinar a los miembros de su familia y parientes más próximos para que emigren a Canadá. 
Patrocinio de esposo/esposa. El patrocinio de esposo o esposa solo es posible siempre y cuando el esposo y la esposa tienen más de 18 años y son mayores de edad en el momento del registro. Las condiciones son exactamente las mismas para las parejas que están en relaciones extramaritales. Desde octubre del año 2012, se ha realizado una enmienda con respecto al estado de residencia permanente condicional para el cónyuge patrocinado. El fondo de la enmienda es que si los cónyuges están casados por menos de 2 años y no tienen hijos, el cónyuge patrocinado obtiene el permiso de residencia permanente en Canadá solo por un período de 2 años, durante los cuales las personas casadas deben vivir juntas. Además, según la misma enmienda de junio de 2015, en el caso de divorcio después del período de 2 años, el cónyuge patrocinado pierde el derecho a patrocinar a su otra mitad al casarse de nuevo durante los siguientes 5 años. Restricciones en relación con las personas que no pueden patrocinar a su esposo extranjero: encarcelamiento del patrocinador; declaración de quiebra; recibo de apoyo financiero del estado (welfare); un intento de cometer delitos en el pasado; impago de la pensión alimenticia por obligaciones de su matrimonio anterior; impago de los subsidios recibidos del estado.
Patrocinio de los padres para inmigración a Canadá. A partir de 2013, Canadá ha acortado los plazos de procesamiento de las solicitudes de patrocinio familiar y, en particular, el patrocinio de padres o abuelos. Desde 2014, el Ministerio de Inmigración de Canadá establece anualmente una cuota para recibo de nuevas solicitudes para este tipo de patrocinio. Las cuotas en 2019 fueron de 27000 aplicaciones. Además, la posibilidad de patrocinar a padres o abuelos está casi eliminada del Programa Humanitario (HCP — Humanitarian and Compassionate Program). Alternativamente, Canadá ofrece una Súper Visa para la reunificación de padres e hijos, que da la posibilidad de estadías múltiples en Canadá para padres o abuelos durante 10 años con una estadía de hasta 2 años por visita, con la posibilidad de su extensión parcial dentro de Canadá.
Refugiados. Inmigración de refugiados y personas que necesitan protección.
Según la ley de ciudadanía de Canadá, un inmigrante puede solicitar la ciudadanía si ha vivido en Canadá durante 1,095 días (3 años) de los 5 años.

## Sistema Express Entry
Express Entry ha sustituido el sistema primario de verificación de los inmigrantes según principio “quien vino el primero será atendido el primero”. Express Entry usa el sistema de los puntos que se llama Sistema Complejo de Ranking (SCR) para el ranking automatizado de los candidatos interesados y selección de los candidatos más competitivos para inmigración. Los factores más estudiados serán la edad, el nivel de educación, el dominio de lengua inglesa o francesa y la experiencia de trabajo en Canadá. El candidato ideal será aquel que tenga la edad de 20 a 29 años, con alto nivel de educación y alto nivel de dominio de lengua inglesa o francesa.
El sorteo de Express Entry se realiza aproximadamente cada dos semanas. El gobierno federal establece el punto mínimo usando el Sistema complejo de ranking. Todos los candidatos que hayan acumulado más que el punto mínimo, recibirán la invitación oficial a presentar el pedido de residencia (ITA).
Si algunos candidatos tengan la misma calificación SCR, el sistema sorteará los pedidos según fecha y hora cuando el perfil de candidato fue enviado al sistema. En los casos raros el gobierno puede limitar el sorteo de ciertos programas de inmigración Express Entry. El punto más bajo del SCR para recibir invitación fue 199 puntos en mayo de 2017.
En 2020 el punto más bajo del SCR para aspirantes fue 415 de 1200. El mismo año los candidatos en Express Entry obtuvieron 107 350 ITA. El gobierno de Canadá determina la cuota anual para inmigrantes que entran al país a través del sistema Express Entry. En 2022 el objetivo es 91150 personas.

## Principales fuentes de inmigrantes
Canadá recibe su población inmigrante de más de 200 países de origen. Como se indica más abajo, más del 50 por ciento de los nuevos inmigrantes admitidos en 2010 procedían de 10 países de origen.
Residentes permanentes admitidos en 2010, en la lista de los 10 principales por países de origen
| Rango | País                   | Número  | Porcentaje |
| ----- | ---------------------- | ------- | ---------- |
| 1     | Filipinas              | 36,578  | 13         |
| 2     | India                  | 30,252  | 10.8       |
| 3     | China                  | 30,197  | 10.8       |
| 4     | Reino Unido            | 9,499   | 3.4        |
| 5     | Estados Unidos         | 9,243   | 3.3        |
| 6     | Francia                | 6,934   | 2.5        |
| 7     | Irán                   | 6,815   | 2.4        |
| 8     | Emiratos Árabes Unidos | 6,796   | 2.4        |
| 9     | Marruecos              | 5,946   | 2.1        |
| 10    | Corea del Sur          | 5,539   | 2          |
|       | Total Top 10           | 147,799 | 52.7       |
|       | Otros                  | 132,882 | 47.3       |
|       | Total                  | 280,681 | 100        |

Fuente:
Residentes permanentes admitidos en 2010, por provincia o territorio de destino
| Rango | Provincia/Territorio      | Número  | Porcentaje |
| ----- | ------------------------- | ------- | ---------- |
| 1     | Ontario                   | 118.114 | 42.1       |
| 2     | Quebec                    | 53.982  | 19.2       |
| 3     | Columbia Británica        | 44.183  | 15.7       |
| 4     | Alberta                   | 32.642  | 11.6       |
| 5     | Manitoba                  | 15.809  | 5.6        |
| 6     | Saskatchewan              | 7.615   | 2.7        |
| 7     | Isla del Príncipe Eduardo | 2.581   | 0.9        |
| 8     | Nueva Escocia             | 2.408   | 0.9        |
| 9     | Nuevo Brunswick           | 2.125   | 0.8        |
| 10    | Terranova y Labrador      | 714     | 0.3        |
| 11    | Yukón                     | 350     | 0.1        |
| 12    | Territorios del Noroeste  | 137     | 0          |
| 13    | Nunavut                   | 19      | 0          |
| 14    | No declarado              | 2       | 0          |
|       | Total                     | 280.681 | 100        |

Fuente:
Statistics Canada proyecta que, en 2031, casi la mitad de la población mayor de 15 años será de origen extranjero o tendrá al menos un padre nacido en el extranjero. El número de minorías visibles se duplicará y constituirán la mayoría de la población de las ciudades de Canadá.

## Los inmigrantes y sus lugares de procedencia

### Asia

#### Bangladés
La inmigración de personas procedentes de Bangladés en Canadá no es tan numerosa como las provenientes de sus vecinos como la India o China. A pesar de ello, dicha inmigración va en aumento constante.
Hay un número estimado de 24.595 personas de Bangladés viviendo en Canadá, sobre todo en provincias como Ontario, Columbia Británica, Quebec y Alberta. La ciudad canadiense que concentra la comunidad bangladesí más grande del país es Toronto.

### Europa
A lo largo de la historia de Canadá, concebido como un país de inmigrantes, Europa fue el continente que más contribuyó al poblamiento de este país norteamericano. Hoy en día, la mayoría de los canadienses son de ascendencia europea, entre los cuales resaltan los de ascendencia británica y francesa, países que ayudaron a formar las bases culturales de lo que es hoy en día Canadá.

#### Alemania
El censo canadiense de 2006 dio por resultado que alrededor de 3.000.000 canadienses son de origen étnico alemán mientras que en el censo de 2011 se registraron 430,000 personas donde el alemán era su lengua materna.
Solo una pequeña fracción de los germano canadienses son descendientes de inmigrantes de lo que hoy es Alemania. Muchos más han venido de las poblaciones alemanas de Europa del Este y Rusia, con un número significativo de los alemanes procedentes de Suiza y los Países Bajos. Algunos también han llegado de Austria. Otro grande grupo fue el de las personas de origen alemán que vinieron a Canadá después de pasar una cantidad significativa de tiempo en los Estados Unidos. La inmigración y población alemana en Canadá es una de las más grandes e importantes del continente americano.

#### España
Los primeros españoles que pisaron el territorio ahora conocido como Canadá, llegaron en 1791, en el suroeste de la moderna Columbia Británica. Reclamaron la tierra de esta zona hasta que el imperio español cedió el territorio a los británicos en 1818.
Las poblaciones españolas modernas en las provincias de Ontario y Quebec no aparecieron hasta finales del siglo XX.
En 2006, la población de españoles canadienses era de 325,730 personas.
Esta población está principalmente concentrada en las ciudades de Vancouver, Toronto y Montreal.

#### Italia
Los descendientes de italianos son una de las principales minorías étnicas de Canadá. En 2001, más de 1,2 millones de canadienses reportaron ser de origen italiano. Los italianos se establecieron principalmente en las provincias de Quebec y de Ontario: actualmente hay más de 740.000 italo-canadienses que se autoidentifican exclusivamente de origen italiano.
Dos fuertes olas de inmigración italiana, en particular desde 1880 a 1925 y desde 1950 a 1960, crearon las comunidades italianas. Estas comunidades fueron principalmente originadas desde el norte de Italia durante la primera ola, y desde el Sur durante la segunda. En efecto en 1880 varios desocupados italianos respondieron a los anuncios de agencias de empleo que planteaban el hecho de que el Canadá necesitaba mucha mano de obra, trabajando en proyectos como el ferrocarril de la "Vía del Pacífico" (1880-1925).
A menudo estos emigrantes eran muy pobres, y muchas veces vivían en un edificio en un gran número para minimizar los costos de vivienda. Estos primeros emigrantes dieron lugar a grandes comunidades de italianos en algunas ciudades como Montreal y Toronto. Pero su pobreza extrema a menudo entre los locales daba lugar a la sensación de rechazo, y a los prejuicios sobre la mafia.
La comunidad italiana durante los años 1880 a 1918 creó muchas empresas y negocios de artesanos y de importadores de productos italianos. Con ellos se aumentó la cantidad de mano de obra en un casi despoblado Canadá.

#### Islandia
La historia entre los islandeses y América del Norte se remonta aproximadamente hace mil años atrás. Los primeros europeos en llegar a América del Norte fueron, de hecho, los nórdicos de Islandia, que han hecho por lo menos un gran esfuerzo en el establecimiento en lo que hoy es la provincia canadiense de Terranova (L'Anse aux Meadows) alrededor del 1009 d. C. Snorri Þorfinnsson, el hijo de Þorfinnr Karlsefni y su esposa Guðríðr, es el primer europeo conocido en haber nacido en el Nuevo Mundo. En 1875, más de 200 islandeses emigraron a Manitoba, estableciendo la colonia de Nueva Islandia, a lo largo de la orilla oeste del lago Winnipeg, se trata de la primera parte de una gran ola de inmigrantes que se asentaron en las praderas de Canadá.
Canadá cuenta con la mayor concentración de islandeses fuera de Islandia, sumando una totalidad de aproximadamente 88.875 habitantes, de acuerdo al censo de 2006 de Canadá.

#### Noruega
En el censo de Canadá de 2006 se publicó que 432 515 residentes canadienses confirmaban tener ascendencia noruega, lo que representaba el 1,4 % de la población total de Canadá. La inmigración noruega más significativa tuvo lugar desde mediados de la década de 1880 hasta 1930. En Canadá vive la segunda comunidad noruega más importante del continente americano y del mundo, fuera de Noruega, sólo por detrás de los Estados Unidos.

#### Países Bajos
Las primeras personas neerlandesas en llegar a Canadá eran neerlandeses-estadounidenses entre los leales del Imperio Unido. La ola más grande fue a finales del siglo XIX y XX, cuando un gran número de neerlandeses ayudó a habitar el oeste de Canadá. Durante este período, un número significativo también se asentó en las principales ciudades como Toronto. Aunque interrumpida por la Primera Guerra Mundial esta migración regresó en los años 1920, pero de nuevo se detuvo durante la Gran Depresión y la Segunda Guerra Mundial. Después de la Segunda Guerra Mundial un gran número de inmigrantes neerlandeses se trasladó a Canadá, incluyendo un número de novias de la guerra de los soldados canadienses que liberaron a los Países Bajos. Durante la guerra, Canadá había acogido a la princesa Juliana y su familia. El festival anual canadiense del tulipán, celebrado en mayo, la conmemora con una cantidad generosa de tulipanes procedentes de los Países Bajos. Debido a estos lazos cercanos, Canadá se convirtió en un destino popular para los inmigrantes neerlandeses.
De acuerdo con el censo de 2006 de Canadá, hay 1 035 965 canadienses de ascendencia neerlandesa, incluyendo los de ascendencia parcial o total.

#### Reino Unido

##### Escocia

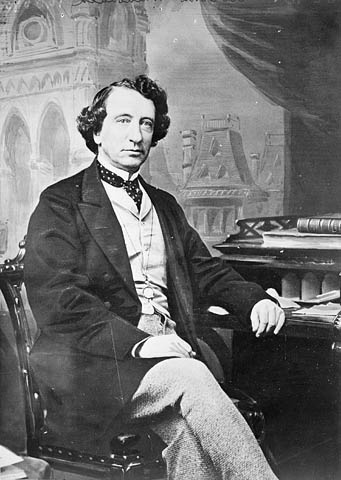
John A. Macdonald, de origen escocés, fue el primer Primer ministro de Canadá.

Uno de los mayores grupos que emigró a Canadá fueron los escoceses. Alrededor de 5 millones de canadienses tienen ascendencia escocesa. El primer ministro canadiense, John Alexander Macdonald, que es ampliamente considerado como el principal Padre de la Confederación Canadiense, fue un escocés de Glasgow. Su sucesor, Alexander MacKenzie, también nació en Escocia. La cultura escocesa está sin duda fuertemente ligada a la canadiense. Hay más de cinco regimientos militares canadienses que comparten los nombres con el famoso regimiento escocés, como la Guardia Escocesa Negro, Gordon Highlanders y el King's Own Scottish Borderers. Los escoceses fueron también numerosos y destacados entre la élite de negocios de Quebec. Las provincias de Nueva Escocia (Nova Scotia), Nuevo Brunswick, Manitoba y Ontario fueron en donde la mayoría de los escoceses se establecieron.

##### Inglaterra
Los canadienses de ascendencia inglesa alcanzan los 6.570.015 de habitantes.

## Inmigración ilegal
Las estimaciones de los inmigrantes ilegales oscilan entre 35.000 y 120.000. James Bissett, exjefe del Servicio de Inmigración de Canadá, ha sugerido que la falta de un proceso de selección de refugiados creíble, combinada con una alta probabilidad de ignorar las órdenes de deportación, se ha traducido en decenas de miles de órdenes de arresto para la detención de solicitantes de asilo rechazados, con pocos intentos de cumplimiento. Un informe de 2008 de la Contraloría General Sheila Fraser dijo que Canadá ha perdido el rastro de nada menos que 41.000 inmigrantes ilegales.
Una revisión sistemática de 9 estudios realizados en Reino Unido, Japón, Canadá y Australia, comparó a los solicitantes detenidos con lo que no lo fueron. Los resultados indican que la detención tiene un impacto negativo en la salud mental de los solicitantes. Los niveles de trastorno por estrés postraumático, depresión, y ansiedad, antes y después de la liberación, fueron más altos entre los solicitantes de asilo detenidos comparados con los que no lo fueron. Los formuladores de políticas deberían entonces considerar otras opciones que sean menos dañinas que la detención, y monitorear las opciones que restringen la libertad de circulación.